# Кемпф, Николай
Николай Кемпф (также иногда Николай Страсбургский; 1414, Страсбург — 20 ноября 1497, Гаминг) — французский монах, духовный и философский писатель, проповедник, толкователь литургии.
В ряде средневековых источников указано, что он родился в 1397 году, однако эта дата несовместима с возрастом получения им учёных степеней, поэтому современные специалисты считают наиболее вероятным годом его рождения 1414 (такой же год указан у Генриха Рютинга). Высшее образование начал получать в родном Страсбурге, в 1433 году переехал в Вену, где в 1435 году получил в местном университете степень бакалавра искусств, в 1437 году — магистра.
Завершив обучение, вступил в орден картезианцев и 6 сентября 1440 года стал монахом-отшельником. Затем был настоятелем монастырей в австрийских землях: с 1447 по 1451 год в Гейрхае и с 1451 по 1458 год в Гаминге, где содействовал расширению братии монастыря. В 1458 году некоторое время прожил в Страсбурге, затем отправился в монастырь в Плетерже, будучи его настоятелем с 1462 по 1467 год, после чего вернулся в Гейрах, где служил настоятелем монастыря 23 года. В 1490 году вернулся в Гаминг и пробыл там настоятелем до конца жизни.
Почти все его сочинения (общим числом более 30) касаются монашества, особенно картезианского, и носят мистическую окраску. Почти все его труды никогда не были опубликованы и сохранились в виде рукописей в центральноевропейских библиотеках. Обработка и публикация ряда его сочинений (например, «Tractatus de mystica theologia») началась только в XX веке.